# 21 (số)
21 (hai mươi mốt) là một số tự nhiên ngay sau 20 và ngay trước 22.

## Trong toán học
- Bình phương của 21 là 441.
- Biểu diễn sang các hệ khác:
  - Hệ thất phân: 30
  - Hệ cửu phân: 23
  - Hệ tam thất phân: L

Số 21 là:
- Số Blum, bởi nó là số nửa nguyên tố và cả hai ước nguyên tố của nó đều là số nguyên Gauss.
- Số Fibonacci.
- Số Harshad.
- Số Motzkin.
- Số tam giác. Bởi nó là tổng của 6 số tự nhiên đầu tiên: 21 = 1 + 2 + 3 + 4 + 5 + 6.
- Số bát giác.
- Tổng của các ước của 5 số tự nhiên đầu tiên: 21 = 1 + (1 + 2) + (1 + 3) + (1 + 2 + 4) + (1 + 5).

## Trong hóa học
- 21 là số hiệu nguyên tố của nguyên tử Scandi (Sc).